# Fotoform
Fotoform era un gruppo fondato nel 1949 dal fotografo Otto Steinert. Fino al 1958 è stato il gruppo preminente d'avanguardia dei fotografi occidentali tedeschi. Altri collaboratori sono stati Peter Keetman, Ludwig Windstoßer, Toni Schneiders, Wolfgang Reisewitz, Siegfred Lauterwasser, Heinz Hajek-Halke e Christer Christian (pseudonimo del fotografo svedese Christer Strömholm).
Ha fatto esperimenti fotografici e ha cercato di attirare l'attenzione sulle possibilità creative della fotografia che era stata cancellata dalla politica culturale nazista.